# Corennys sanguinea
Corennys sanguinea är en skalbaggsart som beskrevs av Tadao Kano 1933. Corennys sanguinea ingår i släktet Corennys och familjen långhorningar. Inga underarter finns listade i Catalogue of Life.